# In Old Arizona

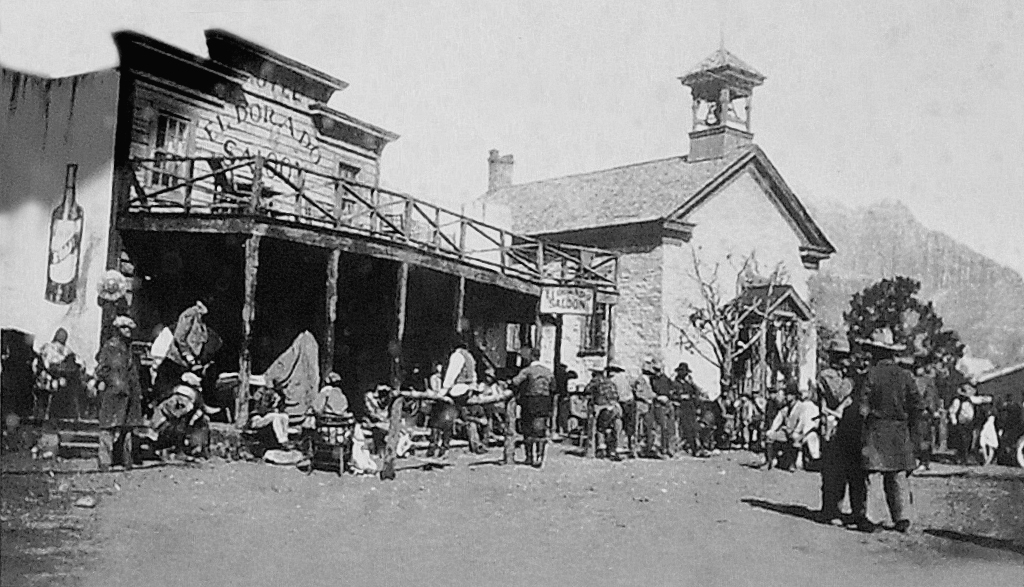
Filmset van In Old Arizona in Grafton (Utah) met het voor de film gebouwde saloon naast de kerk van Grafton

In Old Arizona is een Amerikaanse westernfilm uit 1928 onder regie van Irving Cummings. Het scenario is gebaseerd op het verhaal The Caballero's Way van de Amerikaanse auteur O. Henry. De film werd destijds uitgebracht onder de titel De geheimzinnige Cisco Kid. Het is de eerste geluidsfilm die buiten een filmstudio werd ingeblikt. Een van de locaties was Grafton.

## Verhaal
The Cisco Kid is een boef die op de vlucht is voor sheriff Mickey Dunn. Ze zijn niet altijd voor de wet elkaars tegenstanders. Ze zijn ook allebei verliefd op Tonia Maria.

## Rolverdeling
| Acteur          | Personage   |
| --------------- | ----------- |
| Warner Baxter   | Cisco Kid   |
| Edmund Lowe     | Mickey Dunn |
| Dorothy Burgess | Tonia Maria |